# کلود مکی
 کلود مکی (انگلیسی: Claude Maki؛ زادهٔ ۳ اکتبر ۱۹۷۲) خواننده، هنرپیشه و نقاش اهل ژاپن است.
از فیلم‌هایی که وی در آن نقش داشته است، می‌توان به مثل یک اژدها و داستان کارآگاهی اشاره کرد.